# Gambetto di re
Il gambetto di re è un'apertura di scacchi classica caratterizzata dalle mosse:
1. e4 e5
2. f4

Essa è un tentativo di attaccare direttamente il pedone centrale nero senza indebolire il proprio centro. Si tratta, come dice il nome, di un gambetto, in cui il Bianco, per ottenere l'obiettivo, offre del materiale (il pedone in f4) senza la certezza di poterlo riprendere, in cambio della possibilità di occupare le case e4 e d4 con i propri pedoni mentre l'avversario perde tempo a guadagnare il pedone offerto. Anche l'eventuale apertura della colonna f può portare ad un'attivazione della torre di re in f1 dopo un eventuale arrocco corto. Il piano del Bianco inoltre comporta spesso un attacco precoce ai danni del re nemico: questa caratteristica ne ha fatto nel XIX secolo l'apertura più comune, giocata ad esempio nella partita detta l'immortale. In seguito, quando è stato chiaro che il Nero aveva abbastanza risorse per difendersi, il gambetto è stato in parte abbandonato.
Tra i giocatori di punta che in epoca moderna lo hanno adottato, da menzionare David Bronštejn, Boris Spasskij (che con esso sconfisse Bobby Fischer), Nigel Short e Joseph Gallagher, quest'ultimo considerato il maggiore esperto di questa apertura.
Il Bianco spesso punta sull'attacco del pedone in f7 per mezzo della torre in f1 dopo l'arrocco, dell'alfiere campochiaro (situato idealmente in c4) e qualche volta del cavallo in g5.
Il rovescio della medaglia è dato dal temporaneo indebolimento dell'ala di re del Bianco e dallo sgombero della diagonale a7-g1, casa su cui si trova il re dopo l'arrocco corto. Generalmente il gambetto di Re conduce a scontri violenti e tatticamente esasperati.
Le due principali possibilità del Nero sono accettare il pedone offerto con 2...exf4 (gambetto di re accettato) e rifiutarlo in vari modi, continuando con lo sviluppo con 2...Ac5, 2...d6, oppure 2...d5, controgambetto Falkbeer).
Se il Nero accetta il gambetto, il Bianco prosegue generalmente con 3.Cf3 (gambetto del cavallo di re) oppure 3.Ac4 (gambetto dell'alfiere di re). Sono giocabili, per quanto considerate inferiori, anche 3.Df3 (gambetto Breyer) e 3.d4.
Dopo 3.Cf3 il Nero può replicare con 3...g5 se vuole tentare di mantenere il pedone di vantaggio (la variante più diffusa), oppure tentare un contrattacco con 3...Cf6 (variante Schallopp) o 3...d5 (con l'intenzione di rispondere a 4.exd5 con 4...Cf6). Un'altra continuazione è 3...d6 (variante Fischer), che può portare per inversione di mosse a posizioni derivanti da 3...g5.
La variante 3...g5 porta spesso a continuazioni violente, come il gambetto Muzio. Dopo 4.Ac4 g4 5.0-0 gxf3 6.Dxf3 Il Bianco tenta l'attacco al punto debole del Nero, il pedone f7, sacrificando un cavallo per due pedoni. L'avversario deve proteggersi adeguatamente per non incappare in tranelli tattici, molto frequenti nel Muzio. La teoria consiglia al tratto del bianco la risposta 6...Df6. Teoricamente si prosegue  con  7.d3 Ah6 8.Cc3 Ce7 9.Axf4 Axf4 10.Dxf4 Dxf4 11.Txf4 f5 12.exf5 c6 13.Te1 Rd8 14.Af7 d5 15.f6 Cg6 16.Axg6 hxg6 17.Ce2 Cd7 18.Cd4 Cf8 19.f7 Ad7 20.Cf3 Th5 21.g4  e il bianco è in vantaggio.

## Codici ECO
- C30: gambetto di re rifiutato (senza 2...d5)
- C31: controgambetto Falkbeer 2...d5 3.-
- C32: controgambetto Falkbeer 3.exd5 e4
- C33: gambetto dell'alfiere di re 2...ef4 3.Ac4
- C34: 3.Cf3 ... (comprende la difesa Schallopp 3...Cf6 e la difesa Fischer 3...d6)
- C35: difesa Cunningham 3...Ae7
- C36: difesa moderna 3...d5
- C37: variante classica  3...g5 4.-
  - C37: gambetto Quade  3...g5 4.Cc3
- C38: variante classica  3...g5 4.Ac4 Ag7
- C39: variante classica  3...g5 4.h4